# Louis Le Poittevin
Pour les articles homonymes, voir Le Poittevin.
Ne doit pas être confondu avec Eugène Le Poittevin.
Louis-Paul Le Poittevin né le 23 mai 1847 à La Neuville-Chant-d'Oisel, où il est mort le 3 avril 1909, est un peintre français.
On lui doit des paysages normands ou orientalistes. Il expose au Salon des artistes français de 1877 à 1907.
Il ne doit pas être confondu avec son homonyme, sans lien de parenté, Eugène Lepoittevin, peintre et caricaturiste.

## Biographie
Louis-Paul Le Poittevin est le fils d'Alfred Le Poittevin, poète, avocat au barreau de Rouen, grand ami de Gustave Flaubert, et de Louise de Maupassant. Il est le cousin de l'écrivain Guy de Maupassant dont il est le confident et ami et avec lequel il entretient une correspondance . En 1869, Louis Le Poittevin épouse Lucie Ernoult et s'installe à la Neuville-Chant-d'Oisel. Le 8 mars 1902, il épouse en secondes noces Félicité Hédé à Éréac.
Maupassant lui dédie une nouvelle parue en 1883 intitulée L'Âne.
Il est un élève de Gustave Morin, de Philippe Zacharie, de William Bouguereau et de Tony Robert-Fleury,.
Peintre célébré de son vivant, d'un talent « robuste et délicat, consciencieux et sincère », dont les œuvres « nostalgiques » et « mélancoliques », donnent « la sensation d'un immense regret secouant ses ailes de lumière et d'ombre au front d'une immense douleur » selon Léon Roger-Milès, sont achetés au Salon et trouvent leur place dans les musées du Havre, de Rouen (Le Lever de lune acquis en 1889, La Montée de Bénouville acquis 1886), ou de Fécamp. Il vend régulièrement sa peinture en salle des ventes, faite de paysages dont de nombreuses vues d'Étretat (Le Petit Val, Sète, musée Paul-Valéry), et du pays de Caux (Paysage normand, Fécamp, musée des Pêcheries) ; son art est alors décrit comme « allant au-delà de l'impression,[…] par la recherche du vrai et beau[réf. nécessaire]. »
Après avoir perdu l'usage de sa main, longuement malade et affaibli, il meurt en 1909. Son atelier passe en salle des ventes la même année.
Son œuvre la plus célèbre, Les Toiles d'araignées, une huile sur toile de 190 × 265 cm de 1890, représente un paysage agricole d'hiver où le givre et la neige forment des fils de soie enchevêtrés au hasard sur des buissons, évoquant toujours pour Roger-Milès « les cheveux blancs où l'on cherche le souvenir des baisers ». La toile fut exposée au Salon de 1890 et acquise par le musée des Beaux-Arts de Reims, elle était considérée par Roger-Milès comme une symphonie plaintive où le peintre « y avait mis avec sa couleur juste, avec son art distingué, ce que Guy de Maupassant, dans ses pages immortelles, y aurait mis de pensée et de génie ! » Ainsi, Louis Le Poittevin peint « une palpitation qui derrière le théâtre de la réalité ouvre l'espace infini de l'idéal. »

### Collections publiques
- Fécamp, musée des Pêcheries :
  - La Prairie à Bonnières, 1889 ;

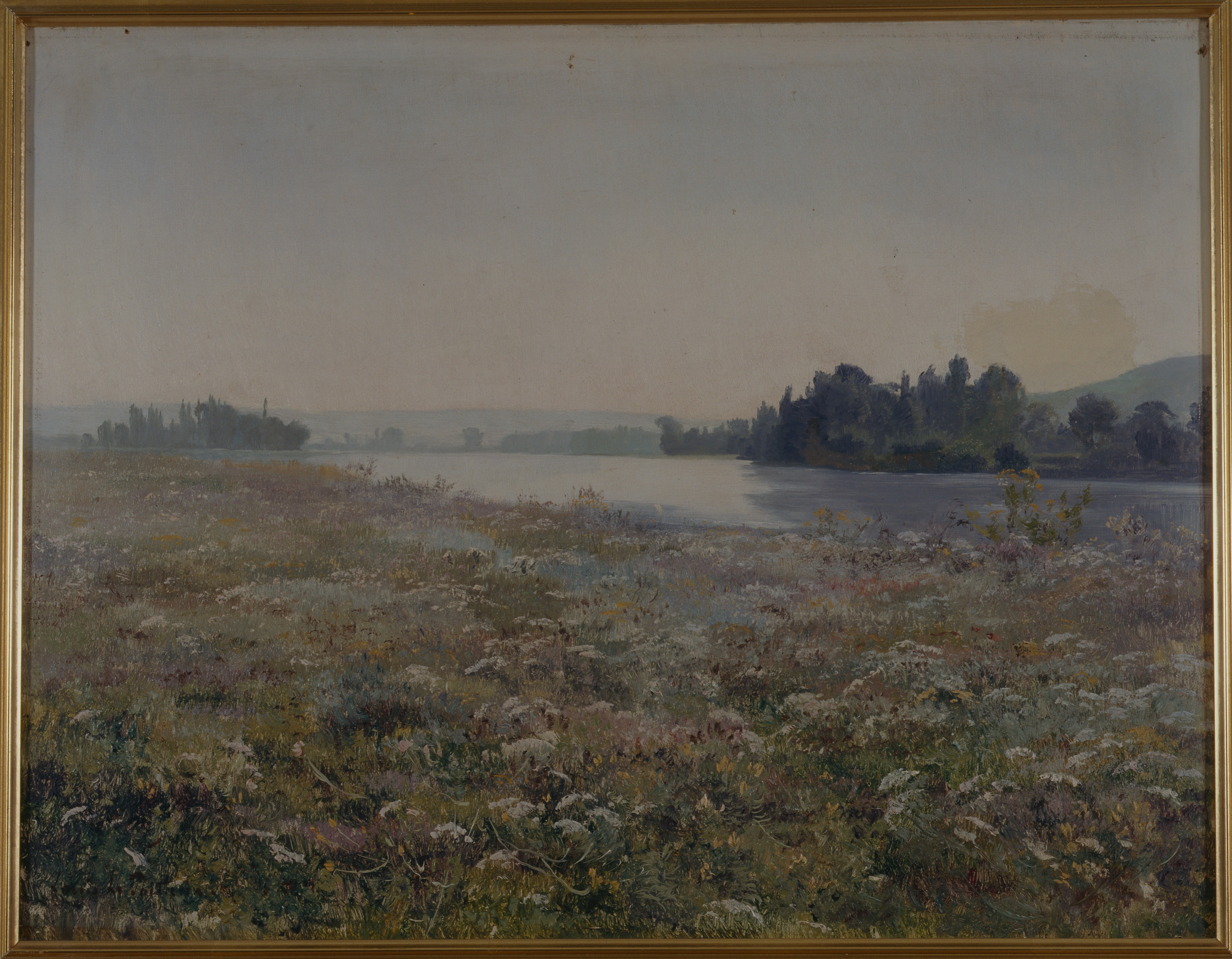
Le Printemps (avant 1892), musée d'Art et d'Histoire de Saint-Brieuc.

  - Paysage normand, 1909, dépôt du FNAC.
- Mâcon, musée des Ursulines, dépôt du Fonds national d'art contemporain (FNAC).
- Nemours, château-musée.
- Paris, musée d'Orsay.
- Rouen, musée des Beaux-Arts : La Montée de Bénouville (Étretat), huile sur toile.
- Saint-Brieuc, musée d'Art et d'Histoire :
  - Le Printemps, avant 1892, huile sur toile ;
  - Berge fleurie, avant 1892, huile sur toile.
- Sète, musée Paul-Valéry, dépôt du FNAC.
- Yvetot, musée des Ivoires, dépôt du FNAC.